# Podagrion bouceki
Podagrion bouceki är en stekelart som beskrevs av Gérard Delvare 2005. Podagrion bouceki ingår i släktet Podagrion och familjen gallglanssteklar.
Artens utbredningsområde är:
- Benin.
- Kamerun.
- Frankrike.
- Guinea.
- Iran.
- Elfenbenskusten.
- Marocko.
- Oman.
- Portugal.
- Senegal.
- Somalia.
- Spanien.

Inga underarter finns listade i Catalogue of Life.